# Giro del Lussemburgo 2002
Il Giro del Lussemburgo 2002, sessantaseiesima edizione della corsa, si svolse dal 30 maggio al 2 giugno su un percorso di 665 km ripartiti in 5 tappe, con partenza a Echternach e arrivo a Diekirch. Fu vinto dallo svedese Marcus Ljungqvist della EDS-Fakta davanti all'olandese Bart Voskamp e al ceco Ondřej Sosenka.

## Tappe
| Tappa  | Data      | Percorso                                      | km  | Vincitore di tappa | Leader cl. generale |
| ------ | --------- | --------------------------------------------- | --- | ------------------ | ------------------- |
| 1ª     | 30 maggio | Echternach > Dippach                          | 182 | Erik Zabel         | Erik Zabel          |
| 2ª     | 31 maggio | Wasserbillig > Beckerich                      | 205 | Marcus Ljungqvist  | Marcus Ljungqvist   |
| 3ª     | 1º giugno | Dudelange > Lussemburgo                       | 102 | Corey Sweet        | Marcus Ljungqvist   |
| 4ª     | 1º giugno | Bettembourg > Bettembourg (cron. individuale) | 9,8 | Bart Voskamp       | Marcus Ljungqvist   |
| 5ª     | 2 giugno  | Wiltz > Diekirch                              | 166 | Gennadij Michajlov | Marcus Ljungqvist   |
| Totale | Totale    | Totale                                        | 665 |                    |                     |

## Dettagli delle tappe

### 1ª tappa
- 30 maggio: Echternach > Dippach – 182 km

| Pos. | Corridore         | Squadra  | Tempo    |
| ---- | ----------------- | -------- | -------- |
| 1    | Erik Zabel        | Telekom  | 4h26'06" |
| 2    | Alberto Ongarato  | De Nardi | s.t.     |
| 3    | Gert Vanderaerden |          | s.t.     |

| Pos. | Corridore         | Squadra  | Tempo    |
| ---- | ----------------- | -------- | -------- |
| 1    | Erik Zabel        | Telekom  | 4h25'56" |
| 2    | Alberto Ongarato  | De Nardi | a 4"     |
| 3    | Gert Vanderaerden |          | a 6"     |

### 2ª tappa
- 31 maggio: Wasserbillig > Beckerich – 205 km

| Pos. | Corridore         | Squadra   | Tempo    |
| ---- | ----------------- | --------- | -------- |
| 1    | Marcus Ljungqvist | EDS-Fakta | 5h09'18" |
| 2    | Erik Zabel        | Telekom   | a 2'55"  |
| 3    | Gert Vanderaerden |           | s.t.     |

| Pos. | Corridore         | Squadra   | Tempo    |
| ---- | ----------------- | --------- | -------- |
| 1    | Marcus Ljungqvist | EDS-Fakta | 9h35'08" |
| 2    | Erik Zabel        | Telekom   | a 2'55"  |
| 3    | Gert Vanderaerden |           | a 3'03"  |

### 3ª tappa
- 1º giugno: Dudelange > Lussemburgo – 102 km

| Pos. | Corridore          | Squadra         | Tempo    |
| ---- | ------------------ | --------------- | -------- |
| 1    | Corey Sweet        | Bankgiroloterij | 2h09'11" |
| 2    | Lennie Kristensen  | EDS-Fakta       | s.t.     |
| 3    | Gennadij Michajlov | Lotto-Adecco    | a 14"    |

| Pos. | Corridore         | Squadra         | Tempo     |
| ---- | ----------------- | --------------- | --------- |
| 1    | Marcus Ljungqvist | EDS-Fakta       | 11h44'33" |
| 2    | Corey Sweet       | Bankgiroloterij | a 2'51"   |
| 3    | Lennie Kristensen | EDS-Fakta       | a 2'53"   |

### 4ª tappa
- 1º giugno: Bettembourg > Bettembourg (cron. individuale) – 9,8 km

| Pos. | Corridore      | Squadra         | Tempo  |
| ---- | -------------- | --------------- | ------ |
| 1    | Bart Voskamp   | Bankgiroloterij | 11'47" |
| 2    | Ondřej Sosenka | CCC-Polsat      | s.t.   |
| 3    | Marc Wauters   | Rabobank        | a 1"   |

| Pos. | Corridore         | Squadra         | Tempo     |
| ---- | ----------------- | --------------- | --------- |
| 1    | Marcus Ljungqvist | EDS-Fakta       | 11h56'44" |
| 2    | Bart Voskamp      | Bankgiroloterij | a 2'47"   |
| 3    | Ondřej Sosenka    | CCC-Polsat      | s.t.      |

### 5ª tappa
- 2 giugno: Wiltz > Diekirch – 166 km

| Pos. | Corridore          | Squadra      | Tempo    |
| ---- | ------------------ | ------------ | -------- |
| 1    | Gennadij Michajlov | Lotto-Adecco | 3h57'48" |
| 2    | Peter Van Petegem  | Lotto-Adecco | s.t.     |
| 3    | Alberto Ongarato   | De Nardi     | s.t.     |

| Pos. | Corridore         | Squadra         | Tempo     |
| ---- | ----------------- | --------------- | --------- |
| 1    | Marcus Ljungqvist | EDS-Fakta       | 15h54'32" |
| 2    | Bart Voskamp      | Bankgiroloterij | a 2'47"   |
| 3    | Ondřej Sosenka    | CCC-Polsat      | s.t.      |

## Classifiche finali

### Classifica generale
| Pos. | Corridore                  | Squadra                 | Tempo     |
| ---- | -------------------------- | ----------------------- | --------- |
| 1    | Marcus Ljungqvist          | EDS-Fakta               | 15h54'32" |
| 2    | Bart Voskamp               | Bankgiroloterij-Batavus | a 2'47"   |
| 3    | Ondřej Sosenka             | CCC-Polsat              | s.t.      |
| 4    | Marc Wauters               | Rabobank                | s.t.      |
| 5    | Bert Roesems               | Palmans-Collstrop       | a 2'51"   |
| 6    | Jørgen Bo Petersen         | EDS-Fakta               | s.t.      |
| 7    | José Vicente Garcia Acosta | iBanesto.com            | a 2'54"   |
| 8    | Levi Leipheimer            | Rabobank                | a 2'56"   |
| 9    | Peter Van Petegem          | Lotto-Adecco            | s.t.      |
| 10   | Lennie Kristensen          | EDS-Fakta               | a 2'57"   |